# Uromyces valerianae
Uromyces valerianae är en svampart som beskrevs av Fuckel 1870. Uromyces valerianae ingår i släktet Uromyces och familjen Pucciniaceae.   Inga underarter finns listade i Catalogue of Life.